# Eucinetops blakianus
Eucinetops blakianus is een krabbensoort uit de familie van de Inachidae. De wetenschappelijke naam van de soort is voor het eerst geldig gepubliceerd in 1896 door Rathbun.